# Terminalia plagata
Terminalia plagata är en tvåhjärtbladig växtart som beskrevs av Merrill. Terminalia plagata ingår i släktet Terminalia och familjen Combretaceae. Inga underarter finns listade i Catalogue of Life.